# Phalangium mesomelas
Phalangium mesomelas is een hooiwagen uit de familie echte hooiwagens (Phalangiidae).